# Podalonia hirsuta
Podalonia hirsuta är en biart som först beskrevs av Giovanni Antonio Scopoli 1763.  Podalonia hirsuta ingår i släktet Podalonia och familjen grävsteklar. Arten är reproducerande i Sverige.

## Underarter
Arten delas in i följande underarter:
- P. h. hirsuta
- P. h. nepalensis